# Parafia Narodzenia Najświętszej Maryi Panny w Mińsku Mazowieckim (starokatolicka)
Parafia Narodzenia Najświętszej Maryi Panny w Mińsku Mazowieckim – mariawicka parafia diecezji lubelsko-podlaskiej, Kościoła Starokatolickiego Mariawitów w RP.
Siedziba parafii oraz kościół parafialny pw. Narodzenia Najświętszej Maryi Panny znajduje się w Mińsku Mazowieckim, w powiecie mińskim, w województwie mazowieckim. Obecnie funkcję proboszcza sprawuje biskup Jarosław Maria Jan Opala.

## Historia
Mińszczanie zapoznali się z Mariawityzmem dzięki kapł. Zenonowi Marii Karolowi Suchońskiemu, który pracował jako kapelan przy kaplicy w Ignacowie. W 1905 kapłan musiał opuścić wioskę, a zastąpił go duszpasterz wrogo nastawiony do mariawityzmu. Idee mariawickie ugruntowały się na terenie Mińska Mazowieckiego za sprawą innego kapłana, Łukasza Wiechowicza z Cegłowa. Początkowo mariawici mińscy gromadzili się w wynajmowanych domach prywatnych, gdzie urządzano kaplice. Pierwsza kaplica znajdowała się przy obecnej ulicy Siennickiej, następnie w domu przy ulicy Ignacego Daszyńskiego. Opiekę nad mariawitami sprawował wówczas kapłan Polikarp Kahl. W związku z tym, że parafia rozrastała się powstała konieczność budowy kościoła, źródła mariawickie podają, że liczba wyznawców wynosiła 300 osób. W 1907 kapłan Franciszek Rostworowski z Wiśniewa zakupił od Państwa Ciechockich i ofiarował dla parafii niezabudowaną działkę na przedmieściu miasta. Najpierw zbudowano kaplicę, która została uroczyście poświęcona 29 maja 1907 z udziałem siedmiu kapłanów i pielgrzymek z parafii: Wiśniew, Cegłów, Grębków i Warszawa. Fundamenty pod kościół zostały poświęcone 8 września 1908.
Z uwagi, iż parafianie nie mieli proboszcza na miejscu, to z wielkim zaangażowaniem podjęli trud budowy swojej świątyni. Budowę nadzorowali wybrani parafianie: Ignacy Żołędowski, Franciszek Karpiński i Jan Kornatka. Pierwszym proboszczem na stałe w parafii został kapłan Bernard Kukla, który przeprowadził wiele prac remontowych, a także założył parafialną wytwórnię wód gazowanych, która mieściła się w Mińsku przy ulicy Długiej (obecnie Stefana Okrzei). W 1920 parafia otrzymała od władz miasta kwaterę na swój cmentarz na miejscu dawnego cmentarza prawosławnego. Wcześniej pochówki odbywały się głównie na mariawickim cmentarzu parafialnym w Cegłowie. II wojna światowa odcisnęła swoje piętno na parafii. Niemcy zajęli kościół i utworzyli w nim magazyn zbożowy, a ówczesny proboszcz kapłan Augustyn Gostyński wyprosił u Niemców możliwość odprawiania nabożeństw w zakrystii. Przeznaczenie kościoła na magazyn zbożowy spowodowało poważną degradację obiektu, co ujawniło się dopiero po wyzwoleniu. Ustępujący z Mińska Niemcy podpalili zabudowania parafialne i tylko dzięki kapłanowi Gostyńskiemu uratowano kościół i dom parafialny.
Od samego początku parafia mińska była nieduża, rozrzucona wokół miasta miała wielu proboszczów, często zmieniających się. Od końca lat siedemdziesiątych parafia zaczęła się dynamicznie rozwijać, rozpoczął się napływ mariawitów z okolicznych wiejskich parafii. Od 1979 przez dwadzieścia lat jednym z najdłużej dotychczas urzędujących proboszczów został kapłan Tadeusz Szymański. Duchowny ten przybył do parafii w momencie dość sporego jak na ówczesne możliwości wiernych remontu, polegającego na wymianie tynków sklepienia nawy głównej kościoła, wymianie podłogi, odtworzeniu malowideł, wykonaniu nowego ołtarza. Prace zakończyły się w 1981. Wielkim wysiłkiem i osiągnięciem całej parafii była budowa nowego domu parafialnego, która zakończyła się w 1990. W 1999 pobudowano nowy parkan od ulicy Romualda Traugutta. W 2000 na proboszcza parafii władze Kościoła mianowały kapłana Jana Opalę. W 2001 kapłan wskazał na konieczny, gruntowny remont wnętrza kościoła: wymianie uległy tynki w kościele, odtworzono malowidła w absydzie, wybudowano nowe schody, położono podłogi, wybudowano nowe schody w prezbiterium. Był to najpoważniejszy remont od 1911, który zakończył się uroczystym poświęceniem wnętrza świątyni i konsekracją ołtarza 25 czerwca 2005. Uroczystościom przewodniczył Zwierzchnik Kościoła biskup Włodzimierz Jaworski w asyście biskupów: Ludwika Jabłońskiego i Romana Nowaka przy udziale przedstawicieli wszystkich parafii mariawickich, duchowieństwa, przedstawicieli władz miasta, powiatu, gminy, policji i innych. 
25 lutego 2006 w parafii odbyły się obrady Komisji Młodzieży Polskiej Rady Ekumenicznej. 22 września 2006 w siedzibie Towarzystwa Przyjaciół Mińska Mazowieckiego odbyło się uroczyste otwarcie wystawy czasowej przygotowanej wspólnie przez parafię Kościoła Starokatolickiego Mariawitów w Mińsku Maz., Muzeum Ziemi Mińskiej i Towarzystwo Przyjaciół Mińska Mazowieckiego. Na wystawie w sposób chronologiczny i tematyczny przedstawiono dzieje parafii mariawickich powiatu mińskiego w postaci zdjęć, albumów, wydawnictw, woluminów i innych.
4 kwietnia 2009 w murach świątyni parafialnej odbyły się święcenia diakonackie M. Dominika Millera i M. Daniela Mamesa; kapłani ci są wychowankami parafii mariawickiej w Mińsku Mazowieckim. W kościele parafialnym, 6 listopada 2011 diakon Maria Dominik Miller przyjął święcenia kapłańskie z rąk bpa Marii Ludwika Jabłońskiego; była to pierwsza tego typu uroczystość w dziejach mińskiej społeczności mariawickiej. 
8 września 2011 minęło sto lat odkąd abp Jan Maria Michał Kowalski dokonał konsekracji świątyni mariawickiej w Mińsku Mazowieckim. Z tej okazji 11 września 2011 w niedzielę po przypadającym trzy dni wcześniej liturgicznym wspomnieniu Narodzenia Najświętszej Maryi Panny miały miejsce wyjątkowe uroczystości parafialne. Uroczystości zainaugurowano mszą św., której przewodniczył bp M. Ludwik Jabłoński. Towarzyszyli mu licznie zgromadzeni kapłani z innych parafii mariawickich oraz tłum wiernych z całej Polski. Wśród gości honorowych znajdowali się m.in.: burmistrz Mińska Mazowieckiego – Marcin Jakubowski, starosta powiatu mińskiego – Antoni Jan Tarczyński, dyrektor Muzeum Ziemi Mińskiej – Leszek Celej, przedstawiciele Ministerstwa Spraw Wewnętrznych i Administracji, lokalnej policji, a także dyrektorzy szkół publicznych z terenu miasta (w tym reprezentanci Związku Nauczycielstwa Polskiego). Obecni byli dziennikarze pism lokalnych. Biskup Jabłoński poświęcił nowy ołtarz znajdujący się w bocznej kaplicy. Zwieńczeniem niezwykłych obchodów była okolicznościowa akademia przygotowana przez młodzież. Wydano także atrakcyjnie wydrukowaną, okolicznościową broszurę pt. „Stulecie Konsekracji Świątyni Parafialnej”. 
W 2012 parafia obchodziła 150-rocznicę narodzin Założycielki Mariawityzmu – św. Marii Franciszki Kozłowskiej, w związku z czym zorganizowanych zostało szereg imprez i spotkań okolicznościowych. 21 kwietnia odbyła się pielgrzymka po miejscach związanych z sylwetką bł. Marii Franciszki, wierni ze swoim proboszczem odwiedzili min. miejsce narodzin założycielki w Wielicznej oraz zbiorową mogiłę powstańczą, w której pogrzebano Jakuba Kozłowskiego (jej ojca) w Węgrowie. 13 maja w Miejskiej Bibliotece Publicznej odbyła się konferencja naukowa poświęcona Mateczce, w której uczestniczyli licznie wierni, kapłani oraz biskup naczelny Michał Maria Ludwik Jabłoński. W dniach 18–20 maja przeprowadzono rekolekcje jubileuszowe, które przygotował kapł. Tadeusz Maria Fidelis Kaczmarski z parafii Przemienienia Pańskiego w Wierzbicy.
9 maja 2015 proboszcz parafii kapł. Jarosław Maria Jan Opala obchodził uroczystość 25-lecia święceń kapłańskich i 15-lecia swojego probostwa w Mińsku Mazowieckim. Uroczystość zgromadziła prawie wszystkich kapłanów mariawickich, przedstawicieli władz samorządowych i centralnych oraz delegacje ze wszystkich parafii mariawickich. 
W 2022 roku Uchwałą Nr XLI.389.2022 w sprawie nadania tytułów: „Honorowy Obywatel Miasta Mińsk Mazowiecki” oraz ,,Zasłużony dla Miasta Mińsk Mazowiecki.” proboszcz parafii kapł. Jarosław Maria Jan Opala został uhonorowany tytułem Honorowego Obywatela Miasta Mińsk Mazowiecki
5 września 2023 roku podczas IV sesji Kapituły Generalnej Kościoła Starokatolickiego Mariawitów kapł. Jarosław Maria Jan Opala został wybrany na urząd Biskupa Naczelnego Kościoła oraz biskupa diecezji warszawsko-płockiej. Konsekracja odbyła się 7 października 2023 roku w Świątyni Miłosierdzia i Miłości w Płocku.

### Proboszczowie parafii na przestrzeni dekad[14]
- 1907–1908 – kapł. Piotr Maria Ładysław Goliński
- 1909–1925 – kapł. Bolesław Maria Łukasz Wiechowicz
- 1925–1929 – kapł. Jan Maria Bernard Kukla
- 1929–1932 – kapł. Roman Maria Cyryl Żmudzki
- 1938–1945 – kapł. Roman Maria Augustyn Gostyński
- 1945–1949 – kapł. Jan Maria Kazimierz Kaczyński
- 1957–1959 – bp Janusz Maria Szymon Bucholc
- 1959–1960 – kapł. Konrad Maria Paweł Rudnicki
- 1960–1968 – kapł. Józef Maria Polikarp Zaborek
- 1968–1971 – kapł. Franciszek Maria Wawrzyniec Rostworowski
- 1971–1977 – kapł. Stanisław Maria Eugeniusz Miśkiewicz
- 1977–1978 – kapł. Jakub Maria Szczepan Orzechowski
- 1978–1979 – kapł. Zdzisław Maria Bogumił Grzelak
- 1979 – kapł. Ireneusz Maria Stefan Adamiec
- 1979–2000 – kapł. Witold Maria Tadeusz Szymański
- od 2000 – kapł. Jarosław Maria Jan Opala[15]

### Kapłani pochodzący z parafii
- kapł. Tomasz Maria Daniel Mames (wyświęcony w 2011) – proboszcz parafii w Paryżu.
- kapł. Grzegorz Maria Dominik Miller (wyświęcony w 2011) – proboszcz parafii w Warszawie i Lutkówce.
- kapł. Hubert Maria Paschalis Oganiesian (wyświęcony w 2017) – proboszcz parafii w Grzmiącej i Łowiczu.

## Ciekawostki
- Z relacji Józefa Paździocha: - każde mariawickie dziecko po pierwszej komunii miało naznaczoną swoją godzinę adoracji Przenajświętszego Sakramentu. 17 kwietnia 1919 w piątek podczas odprawiania swojej posługi 15-letni Józek był świadkiem odwiedzin marszałka Józefa Piłsudskiego w kościele. - Słyszę, ktoś wszedł do kościoła, oglądam się, a on pod chórem stoi na szabelce oparty. I tak się modlił całą godzinę[14].
- Ciekawą historię ma krzyż za ołtarzem. Jest to dar założycielki Marii Franciszki Kozłowskiej, który został przywieziony z Płocka przez parafian – Zagórskiego i Sosnowskiego, wozem konnym[14].
- Kuta brama wjazdowa do kościoła od ulicy Spółdzielczej, była niegdyś bramą posesji istniejącego w okresie międzywojennym kościoła mariawickiego pw. Przenajświętszego Sakramentu przy ul. Szarej w Warszawie, została ona przewieziona w pierwszych latach po II wojnie światowej, widoczne są w niej ubytki po pociskach wystrzelonych w trakcie powstania warszawskiego.
- Tradycją parafii jest organizowanie corocznych ogólnomariawickich spotkań młodzieżowych w okresie karnawału[16].
- W styczniu 2014 w kościele parafialnym założone zostało ogrzewanie gazowe, jest to pierwsze tego typu i tak skuteczne ogrzewanie budynku sakralnego w całym Kościele Starokatolickim Mariawitów. W sierpniu 2015 nastąpiła pierwsza w historii budynku kościelnego wymiana okien.
- Od 14 lutego 2016 miejscowy kościół parafialny współdzielony był z diasporą prawosławną, która odprawiała swoje nabożeństwa w każdą niedzielę o godz. 10:00. Sytuacja taka miała miejsce do czasu erygowania parafii prawosławnej w Mińsku Mazowieckim (22 stycznia 2018 r.)[17].

## Nabożeństwa
- Nabożeństwa niedzielne o godz. 9.00 (msza św. recytowana), 11.30 (msza św. śpiewana) i 17:00 (msza św. recytowana, zgodnie z ogłoszeniem proboszcza);
  - Nabożeństwa w dni świąteczne, wolne od pracy o godz. 9.00, 11.30 i 17:00;
  - Nabożeństwa w dni świąteczne, pracujące o godz 8.00 i 18:00;
- Nabożeństwa w dni powszednie codziennie o godz. 8.00 (w maju i czerwcu dodatkowo o godz. 18:00);
- Adoracja miesięczna – 14. dnia każdego miesiąca (od godz. 8:00 do godz. 18:00);
- Adoracja tygodniowa – w każdy czwartek (od godz. 8:00 do godz. 18:00);